# رانده‌شدگان
رانده‌شدگان (انگلیسی: The Outcasts) نام یک مجموعهٔ تلویزیونی وسترن آمریکایی است که از سال ۱۹۶۸ تا ۱۹۶۹ میلادی از شبکهٔ «ای‌بی‌سی» به روی آنتن رفت.
این مجموعهٔ تلویزیونی، نخستین مجموعه تلویزیونی وسترنی است که یک بازیگرِ سیاه‌پوست، یکی از نقش‌های اصلی آنرا ایفا نموده است.
این مجموعه تلویزیونی، در سال ۱۳۵۱ خورشیدی، با دوبلهٔ فارسی از تلویزیون ملی ایران پخش شد.